# Schlepptäuschkörper
Als Schlepptäuschkörper (seemannsdeutsch: Raddeldaddel- oder auch Rabatzboje) bezeichnet man in der militärischen Seefahrt einen lärmerzeugenden Schwimmkörper, welcher von einem Schiff geschleppt wird, um dessen eigene Geräusche zu überdecken bzw. einen höheren Geräuschpegel achteraus zu erzeugen. Das Ganze dient der Abwehr geräuschsuchender Torpedos oder Minen, die auf Schrauben- bzw. Maschinengeräusche reagieren, beispielsweise des deutschen Torpedos Zaunkönig aus dem Zweiten Weltkrieg.